# Bad Berka
Bad Berka é uma cidade da Alemanha localizada no distrito de Weimarer Land, estado da Turíngia.

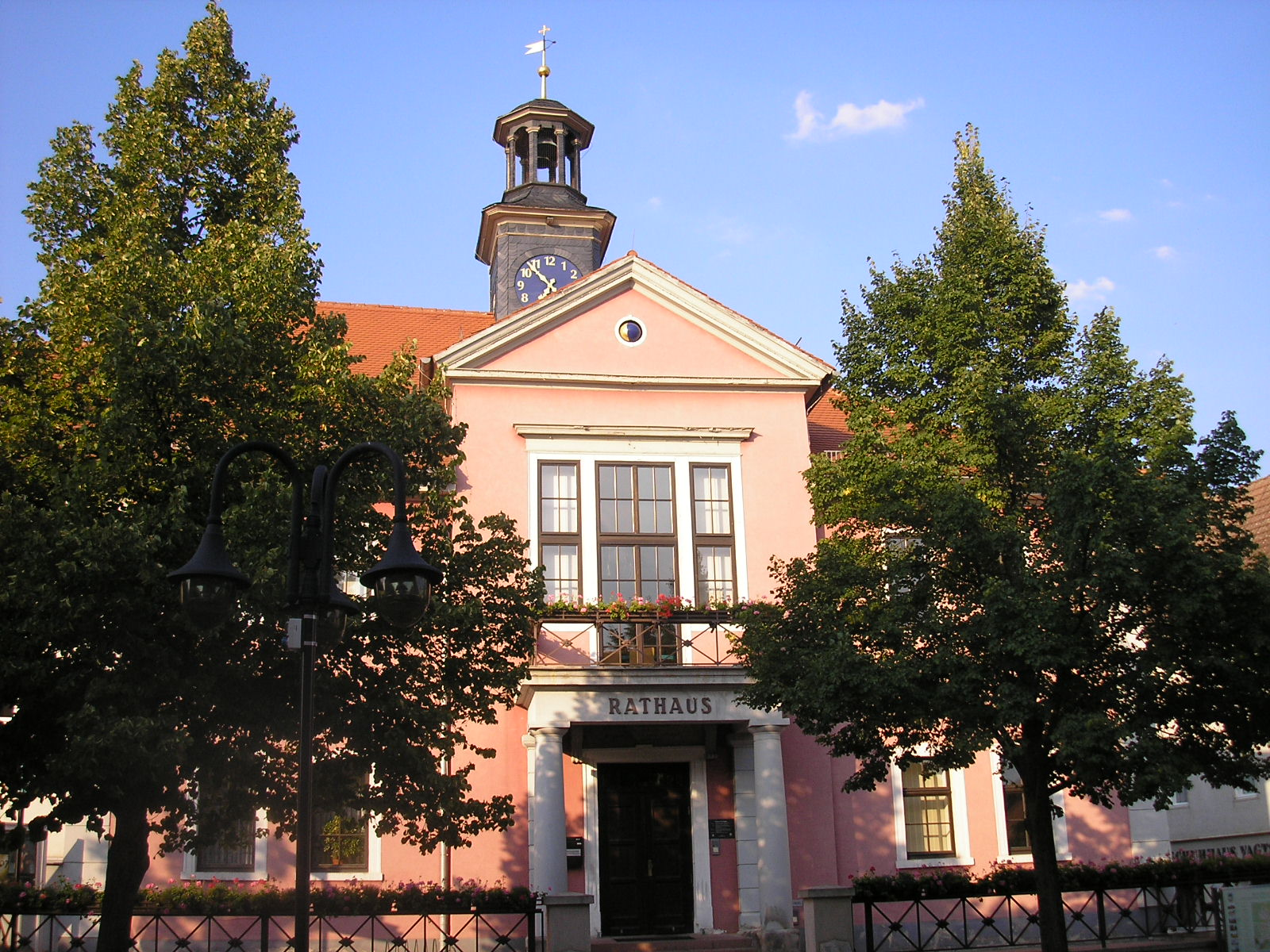
Prefeitura